# Woodinville
Woodinville – miasto w Stanach Zjednoczonych w stanie Waszyngton w hrabstwie King.